# EHF European Cup
EHF European Cup, tidigare EHF City Cup (svenska: Citycupen) och EHF Challenge Cup, är en internationell handbollsturnering i Europa, som anordnas av European Handball Federation (EHF) varje säsong. Citycupen startades säsongen 1993/1994. Säsongen 2000/2001 ersattes Citycupen av Challenge Cup, som sedan vid säsongen 2020/2021 blev EHF European Cup.
EHF European Cup är EHF:s tredje (tidigare fjärde) mest prestigefulla klubblagsturnering, efter EHF Champions League för damer/herrar (högst rankad) och EHF European League (näst högst). Tidigare fanns också EHF Cup Winners' Cup (Cupvinnarcupen), men den slogs under 2010-talet ihop med EHF-cupen och blev sedan EHF European League.

## Finalmatcher – herrar
EHF City Cup
EHF Challenge Cup
EHF European Cup

## Finalmatcher – damer
EHF City Cup
EHF Challenge Cup
EHF European Cup